# フェラーリ・F138
フェラーリ F138 (Ferrari F138) は、スクーデリア・フェラーリが2013年のF1世界選手権参戦用に開発したフォーミュラ1カーである。

## 概要
F138は2013年2月1日にフェラーリの本拠地マラネッロで公開され、2月5日のヘレステストでシェイクダウンを行った。
F138という車名は「西暦2013年+V型8気筒エンジン」から命名された（開発コードは「664」）。このネーミングには、現行のV8エンジンが最終年という意味も込められている。
翌2014年にターボエンジンの導入などの車両規定変更が控えていることから、フェラーリは開発スタッフを2班体制に再編し、2013年のマシンに関してはシモーネ・レスタが責任者となる。また、問題の多かった自社風洞を当面閉鎖し、ケルンのトヨタ・モータースポーツ (TMG) の風洞で空力研究を行うとした。
フロントノーズにはレギュレーションで認められた化粧板（バニティパネル）を装着し、前年のF2012にあった様な段差を解消した。ノーズ下面にはエアダクトを設けている。
車体前半部分のプルロッドサスペンションなどはF2012と共通しているが、後半部分はおもに空力面で改良が加えられた。リアサスペンションのアームやロッドの配置を変え、ドライブシャフトを整流カバーで覆うなど、レッドブルに似たレイアウトを採用した。また、リアウィングの翼端板に縦方向のスリットを2列刻んでいる。
カラーリングはシンボルカラーの深紅の下に白と黒のラインを加えてイメージを変えている。

## スペック

### シャーシ
- シャーシ名：F138[7][8]
- シャーシ構造：カーボンファイバー/ハニカムコンポジット構造
- ギアボックス：フェラーリ製 縦置き セミオートマチック・シーケンシャル電子制御（クイックシフト） 7速＋リバース1速
- ブレーキキャリパー：ブレンボ
- ブレーキディスク・パッド：ブレンボ ベンチレーテッド式カーボンファイバーディスクブレーキ
- サスペンション：前後独立懸架 プルロッド式トーションスプリング
- ホイール：O・Z 13インチ
- 重量：642kg（冷却水・潤滑油・ドライバーを含む）
- タイヤ：ピレリ P-Zero

### エンジン
- エンジン名：フェラーリ Tipo056
- 気筒数・角度：V型8気筒・90度
- 排気量：2,398cc
- 最高回転数：18,000rpm（レギュレーションで規定）
- シリンダーブロック：砂型鋳造アルミニウム製
- バルブ数：32
- バルブ駆動：圧搾空気式
- ピストンボア：98mm
- 重量：95kg
- 燃料：シェル V-Power
- 潤滑油：シェル Helix Ultra

## 記録
| 年   | No. | ドライバー | 1   | 2   | 3   | 4   | 5   | 6   | 7   | 8   | 9   | 10  | 11  | 12  | 13  | 14  | 15  | 16  | 17  | 18  | 19  | ポイント | ランキング |
| 年   | No. | ドライバー | AUS | MAL | CHN | BHR | ESP | MON | CAN | GBR | GER | HUN | BEL | ITA | SIN | KOR | JPN | IND | ABU | USA | BRA | ポイント | ランキング |
| ---- | --- | ---------- | --- | --- | --- | --- | --- | --- | --- | --- | --- | --- | --- | --- | --- | --- | --- | --- | --- | --- | --- | -------- | ---------- |
| 2013 | 3   | アロンソ   | 2   | Ret | 1   | 8   | 1   | 7   | 2   | 3   | 4   | 5   | 2   | 2   | 2   | 6   | 4   | 11  | 5   | 5   | 3   | 354      | 3位        |
| 2013 | 4   | マッサ     | 4   | 5   | 6   | 15  | 3   | Ret | 8   | 6   | Ret | 8   | 7   | 4   | 6   | 9   | 10  | 4   | 8   | 12  | 7   | 354      | 3位        |

- 太字はポールポジション、斜字はファステストラップ。(key)